# العرض التفريقي
العرض التفريقي, ويسمى أيضا بـ DDRT-PCR أو DD-PCR في تسميات الـ تفاعل البوليميراز المتسلسل التعريفية, هو تقية تمكن الباحث من تمييز وتحليل التغير في التعبير الجيني على مستوى الحمض الريبي النووي المراسل (حمض نووي ريبوزي رسول) في أي خلية حقيقية النواة. يقوم الباحث بدراسة عينتان على الأقل, ولكن يمكنه دراسة عينات أكثر إذا كانت التجربة تتطلب ذلك. هذه العينات ستحتوي على اختلافات تركيبية أو وراثية أو أي اختلافات تجربية أخرى يود الباحث أن يدرس أنماط التعبير الجيني فيها على أمل توضيح السبب الجذري لوجو اختلاف معين فيها أو لإيجاد الجين المعين الذي تأثر بالتجربة. وتؤخذ هذه العينات من أي كائن حي حقيقي النواة بما في ذلك النبات والأسماك والبرمائيات والزواحف والحشرات والفطريات والخمائر والثدييات.
إن مفهوم العرض التفريقي هو أن يستخدم عدد محدود من البادئات الاعتباطية القصيرة بالتمازج مع بادئات (oligo-dT) المثبتة, من أجل تضخيم وتصور معظم الكروموسومات المراسلة في الخلية بشكل منهجي منظم.
منذ اختراعه في أوئل 1990, أصبح العرض التفريقي أحد أكثر الأساليب شيوعاً لتحديد التعبير الجيني على مستوى الحمض الريبي النووي المراسل. وعلى عكس المناهج الجينومية الأخرى, مثل الترتيب المجهري للحمض النووي, يقوم العرض التفريقي بالكشف عن التغيرات في تحليل الكروموسوم المراسل في عدة عينات تجرى بينها المقارنة, دون الحاجة لأي معرفة مسبقة عن المعلومات الجينية للكائن الحي الذي تجرى عليه الدراسة.
تم اقتراح أنظمة مطورة ومختلفه للعرض التفريقي, بما في ذلك العرض التفريقي بالفلوريسنت وكذلك بـ وضع العلامات المشعة, والتي تقدم قراءات عالية الدقة.